# Allison Bay 219
Allison Bay 219 är ett reservat i Kanada.   Det ligger i provinsen Alberta, i den centrala delen av landet, 2 800 km nordväst om huvudstaden Ottawa.
Trakten runt Allison Bay 219 är nära nog obefolkad, med mindre än två invånare per kvadratkilometer.